# 아스테로이드OS
아스테로이드OS(AsteroidOS)는 스마트워치용으로 설계된 오픈 소스 운영체제이다. 일부 안드로이드 웨어 장치의 펌웨어 교체로 사용할 수 있다. 아스테로이드OS 프로젝트의 모토는 "손목을 자유롭게 하라"이다.
Wareable.com은 버전 1.0을 검토하고 별 5개 중 3.5개를 부여했다.